# Nimingde
Il Nimingde è un fiume della Russia siberiana settentrionale (Repubblica Autonoma della Jacuzia), affluente di destra del Soboloch-Majan (bacino idrografico della Lena).
La lunghezza del Nimingde è di 200 km, l'area del suo bacino è di 3 680 km².